# Kerem Tunçeri
Kerem Tunçeri (nacido en Estambul, Turquía, el 14 de abril de 1979) es un exjugador de baloncesto que jugaba en la posición de base. Él también fue internacional con la selección de su país, Turquía.

## Carrera
Antes de ser contratado por el conjunto blanco, Tunçeri desarrolló toda su carrera deportiva en su país natal, dónde militó en cuatro equipos diferentes. Debutó en el Galatasaray, en 1996, equipo en el que se formó y jugó hasta el año 2000. Fue entonces cuando dio el paso al otro equipo más importante de su carrera, el Efes Pilsen, donde pasó otros cuatro años y se consolidó como uno de los mejores jugadores turcos de baloncesto.
En el 2004, Tunçeri abandonó el que hasta ahora era su equipo para marcharse al Ulker, donde solo militó durante una temporada. Al año siguiente volvió a cambiar de aires y se marchó al Beşiktaş. Esta sería su última campaña en la liga turca. Durante su larga estancia en la liga otomana promedió 8,19 puntos, 2,14 rebotes y 3,56 asistencias en la liga regular, y 11,02 puntos, 2,1 rebotes y 4,76 asistencias en los Playoffs.
En el 2007 ficha por el Real Madrid. Es usado regularmente como segundo base del equipo, por detrás de Raül López, aunque jugó muchos partidos de titular. En un exitoso año consigue ganar la Liga ACB y la Copa ULEB, llegando también a la final de la Copa del Rey.
En la temporada 2008/09 se marcha a Rusia para jugar Triumph Lyubertsy de Moscú, pero su escaso protagonismo (2,5 puntos por partido y una media de 18 minutos de juego) le llevan a principios de 2009 a rescindir su contrato y a regresar a Turquía para fichar por el Efes Pilsen de Estambul.

## Selección nacional
En cuanto a la selección nacional, ha sido internacional con Turquía en todas las categorías excepto en la de juveniles. Con la absoluta logró la medalla de plata en el Eurobasket que se organizó en su ciudad natal en 2001, pero no pudo participar en el Mundial de Japón celebrado el verano de 2006 debido a una lesión.

## Trayectoria
- Galatasaray (Turquía): 1996-2000.
- Efes Pilsen (Turquía): 2000-2004.
- Ulker (Turquía): 2004-2005.
- Beşiktaş (Turquía): 2005-2006.
- Real Madrid (ACB, España): 2006-2008.
- Triumph Lyubertsy Moscú (Rusia): 2008-2008
- Efes Pilsen (Turquía): 2009-2013
- Türk Telekom B.K. (Turquía): 2013-2014
- Besiktas (Turquía): 2014-2015.
- Acıbadem Üniversitesi S.K. (Turquía): 2015-2016.

## Palmarés

### Títulos internacionales de selección
- Medalla de plata en el Eurobasket de Turquía 2001.
- Medalla de plata en el Mundial de Turquía 2010.

### Títulos nacionales de club
- 3 Ligas Turcas.
- 4 Copas de Turquía.
- 1 Liga ACB

### Títulos internacionales de club
- 1 Copa ULEB.

### Consideraciones personales
- Elegido "Mejor jugador (MVP)" nacional de la Liga Turca en 2005.